# Thônes
Thônes é uma comuna francesa na região administrativa de Auvérnia-Ródano-Alpes, no departamento da Alta Saboia. Estende-se por uma área de 52.33 km². Em 2010 a comuna tinha 6 890 habitantes (densidade: 131,7 hab./km²).